# Gretha Pieck

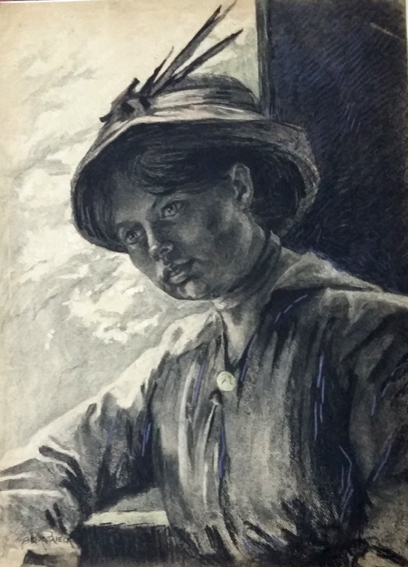
Porträt von Gretha Pieck, gezeichnet von Adri Pieck

Margaretha Gretha Pieck (* 16. August 1898 in Amsterdam; † 31. März 1920 in Maartensdijk) war eine niederländische Malerin und Zeichnerin.

## Leben und Werk

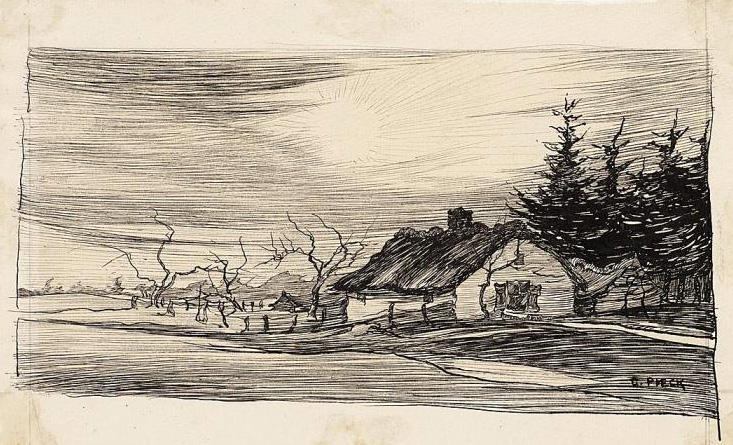
Sandweg nach Vuursche

Gretha Pieck wurde am 16. August 1898 in Amsterdam geboren. Sie war die Tochter des Schulleiters und Autors Antonie Pieck und Elisabeth Maria Margaretha Binnendijk. Ihre Schwester war die Malerin Adri Pieck (1894–1982), ihre Cousins die Maler Anton Franciscus Pieck und Henri Christiaan Pieck. Sie war Schülerin von Toon de Jong und Willem Knip und galt als seht talentiert. Pieck gehörte der Kunstenaarsvereniging Sint Lucas an. Ihre Werke befinden sich im Stedelijk Museum in Amsterdam.
Gretha Pieck starb am 31. März 1920 an der Spanischen Grippe in Maartensdijk.